# Harry Cooper

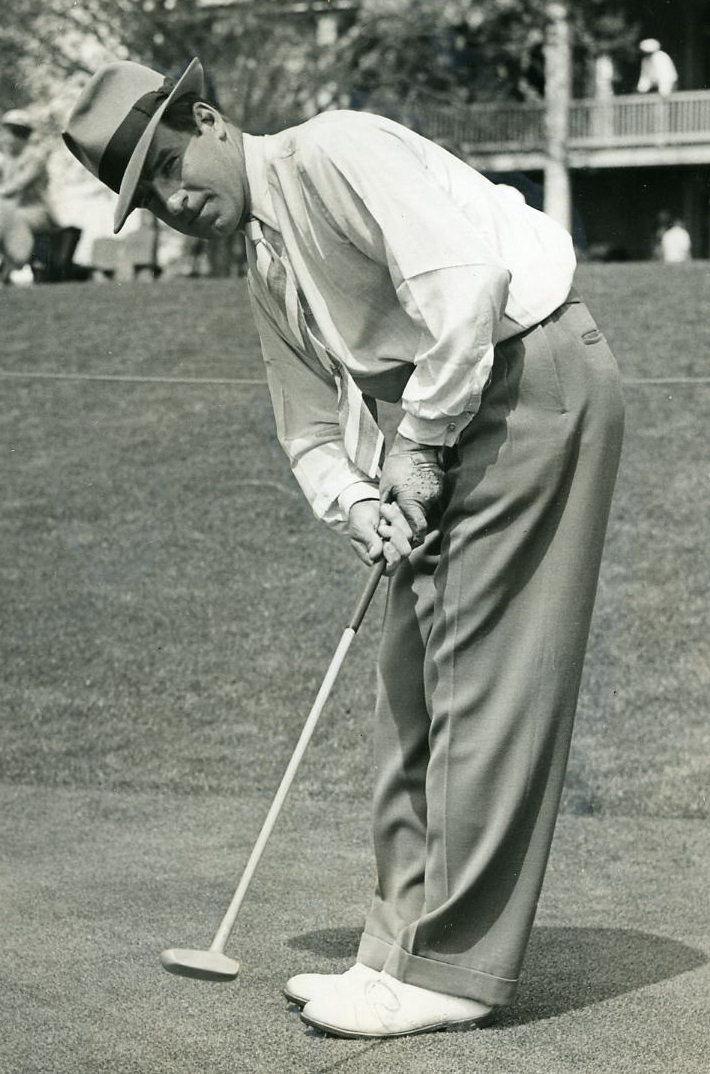
Cooper in 1936

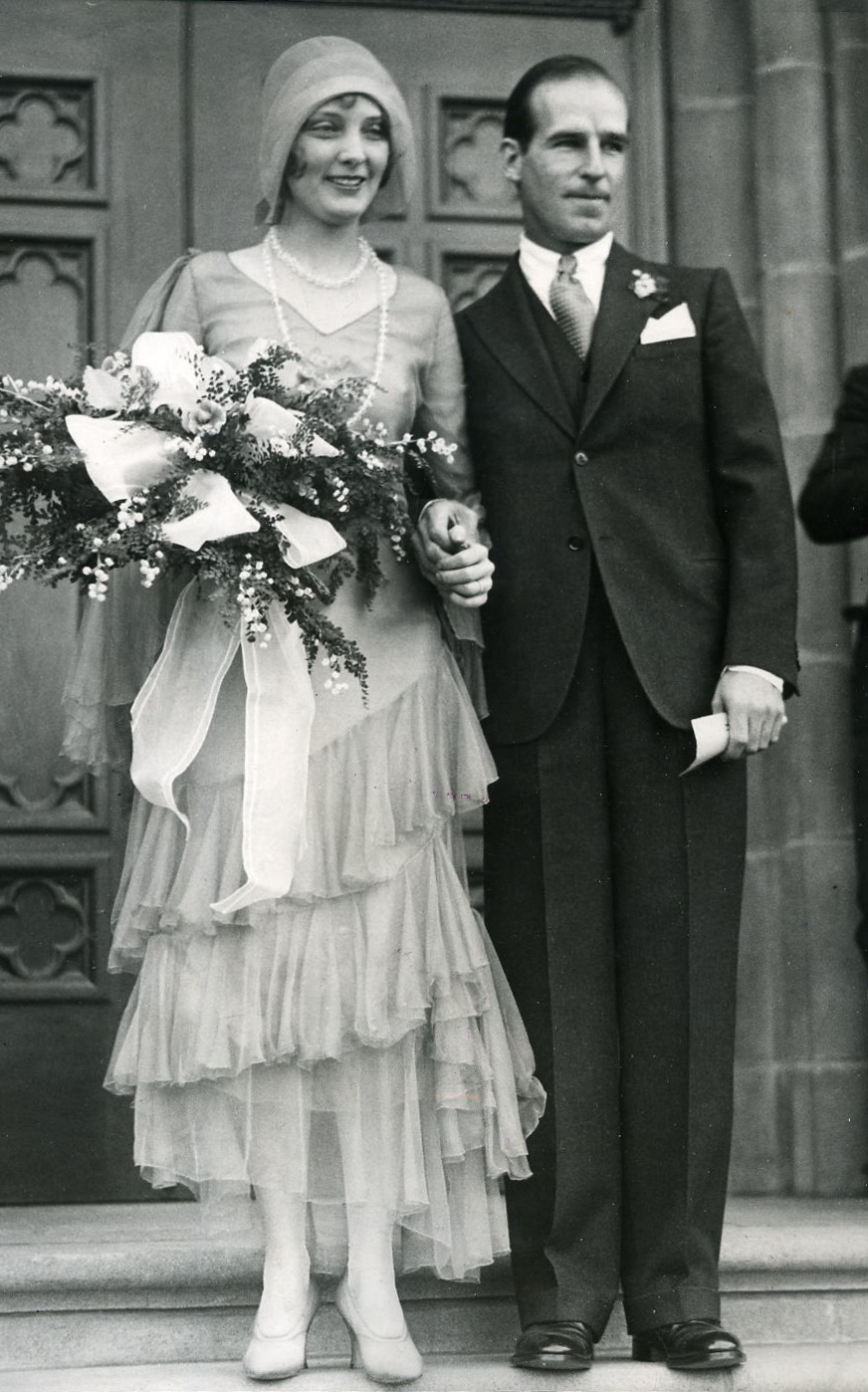
Cooper trouwt met Emma Buchanan in januari 1930

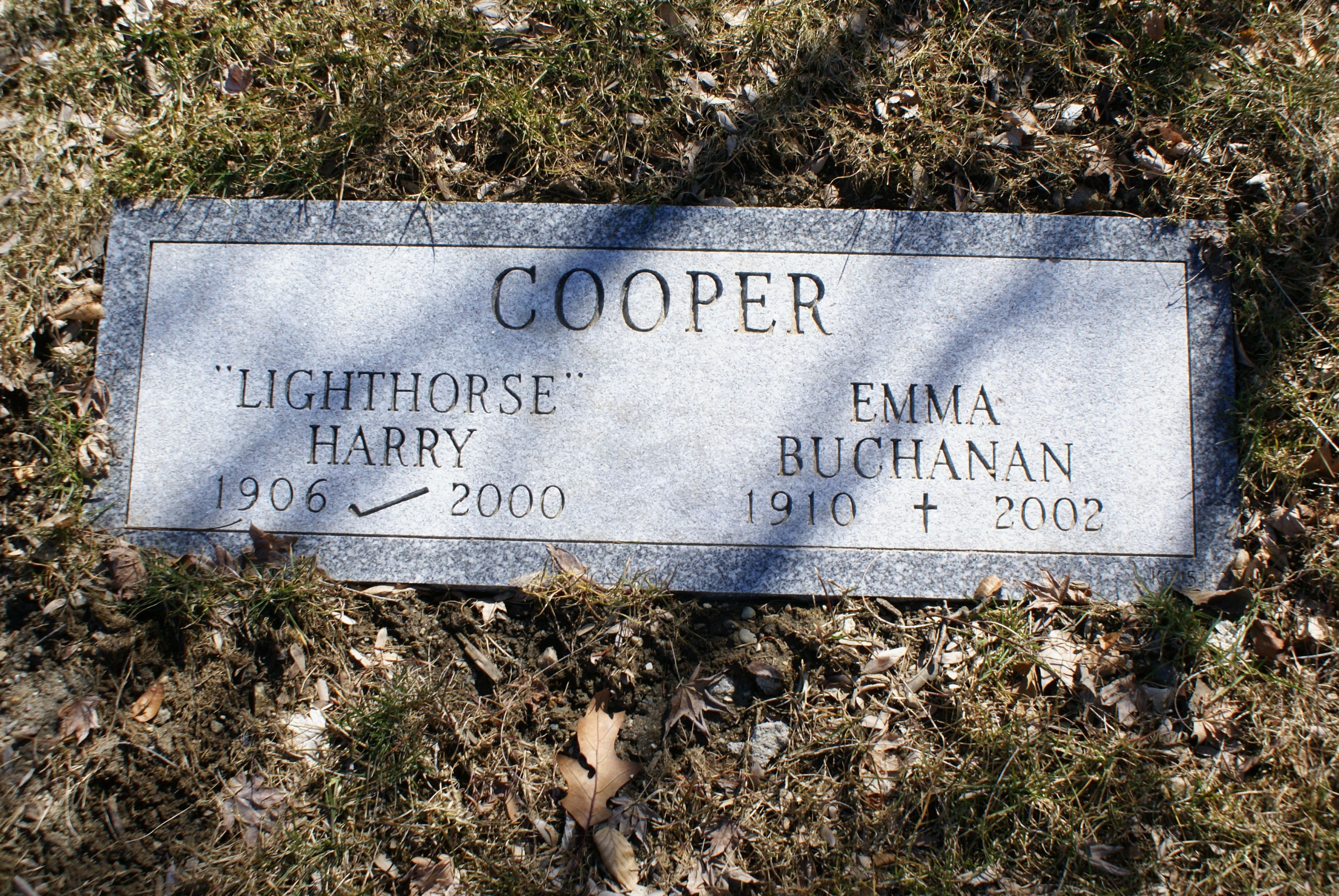
Grafsteen met verkeerd geboortejaar

Harry E. Cooper (Leatherhead, Engeland, 6 augustus 1904 - 7 oktober 2000) was een beroemde golfer. Hij won 31 toernooien op de Amerikaanse PGA Tour voor de Tweede Wereldoorlog. Hij werd Lighthorse Harry genoemd omdat hij altijd heel snel over de golfbaan liep.
De ouders van Harry Cooper waren allebei golfprofessional in Engeland. Zijn vader had het vak geleerd van Old Tom Morris op St Andrews. Alice Cooper was een van de weinige vrouwelijke golfprofessionals in haar tijd. Zijn ouders verhuisden naar Texas toen hij nog jong was. Zijn vader werd clubprofessional in Dallas.

## Professional
Harry Cooper werd in 1923 professional.

### Teaching pro
Cooper woonde in Illinois en was de professional op Glen Oak Country Club in Glen Ellyn van 1930–1937 en op de Northmoor Country Club in Highland Park van 1941-1942. In die periodes speelde hij ook toernooien. Op de Nr3 baan van de Medinah Country Club won hij in 1930 en 1935 het Medinah Open en in 1933 het Illinois Open.
Nadat hij de PGA Tour verliet verhuisde hij en werd hij head-professional op de Metropolis Country Club in Greenburgh (New York). Toen hij met pensioen ging ging hij lesgeven op de Westchester Country Club in Rye (New York), wat hij bleef doen totdat hij overleed.
Tussendoor was hij ook Director of Golf van de Oceanic Cruise Liner, die in de kerstperiode van New York naar de Caribische Zee voer.

### Playing pro
In 1923 behaalde de nog 19-jarige Harry reeds zijn eerste overwinning: het Galveston Open. In de loop van zijn carrière behaalde Cooper zeven keer de top-10 bij het US Open inclusief een tweede plaats in 1927 (hij verloor een 18-holes play-off van Tommy Armour) en 1936. Hij eindigde ook tweemaal op de 2de plaats bij de Masters (1936 en 1938), en bij het PGA Championship haalde hij de halve finale in 1926.
Hij was ook succesvol in Canada, waar hij in 1932 en 1937 het Canadees Open won. In 1937 won hij ook de eerste Vardon Trophy.
Hij werd in 1992 toegevoegd aan de World Golf Hall of Fame. Totdat Vijay Singh in 2008 zijn record brak was hij de buiten Amerika geboren speler met de meeste overwinningen op de Amerikaanse Tour.

## Gewonnen
PGA Tour
- 1923: Galveston Open Championship
- 1926: Los Angeles Open, Monterey Peninsula Championship
- 1927: Pebble Beach Open
- 1929: Shawnee Open, Old Westbury Invitational
- 1930: St. Paul Open, Medinah C.C. Invitational, Salt Lake Open
- 1931: Tri-State Open, Pasadena Open
- 1932: Canadian Open
- 1933: Arizona Open
- 1934: Western Open, Illinois Open
- 1935: Medinah Open, Illinois Open, St. Paul Open
- 1936: Florida West Coast Open, St. Paul Open
- 1937: Los Angeles Open, Houston Open, St Petersburg Open, True Temper Open, Canadian Open, Inverness Invitational Four-Ball (met Horton Smith), Oklahoma Four-Ball (met Horton Smith)
- 1938: Oakland Open, Crescent City Open
- 1939: Goodall Palm Beach Round Robin

Elders
Onder meer:
- 1927: Oklahoma City Open
- 1932: Illinois PGA Championship
- 1934: Illinois PGA Championship
- 1942: Minnesota State Open
- 1955: Metropolitan PGA Championship

## Trivia
- Cooper was geboren in Engeland en had de Britse nationaliteit. Hij mocht dus geen deel uitmaken van het Amerikaanse team bij de Ryder Cup. Hij kreeg ook geen onkostenvergoeding om naar het Brits Open te gaan. Hij vond de reis te duur en heeft het toernooi nooit gespeeld.
- Cooper werd bij het US Open in 1936 verslagen door Tonu Manero op de Baltusrol Golf Club in Springfield (New Jersey). Cooper was allang klaar toen Mareno binnenkwam met twee slagen minder dan Cooper. Later bleek dat Gene Sarazen, die ook al klaar was, met Mareno de laatste holes was meegelopen en hem had geadviseerd bij zijn clubkeuzes, hetgeen alleen een caddie mag doen. Later werden The Rules of Golf veranderd, sindsdien volgt onmiddellijke diskwalificatie als zoiets gebeurt.
- Cooper wordt wel de beste golfer genoemd die nooit een Major won. Toen hij het Western Open in 1834 won, golf dat voor velen als Major. Aangezien dat officieel niet zo is, heeft hij dus geen Major op zijn naam staan.
- Cooper had geen kinderen. Hij overleed in een ziekenhuis en werd naast zijn echtgenote begraven op de Kensico begraafplaats in Valhalla (New York). Toen de grafsteen werd afgeleverd, bleek dat zijn geboortejaar verkeerd was. Er staat 1906 in plaats van 1904, maar het werd niet aangepast.